# 올드 코너 서점

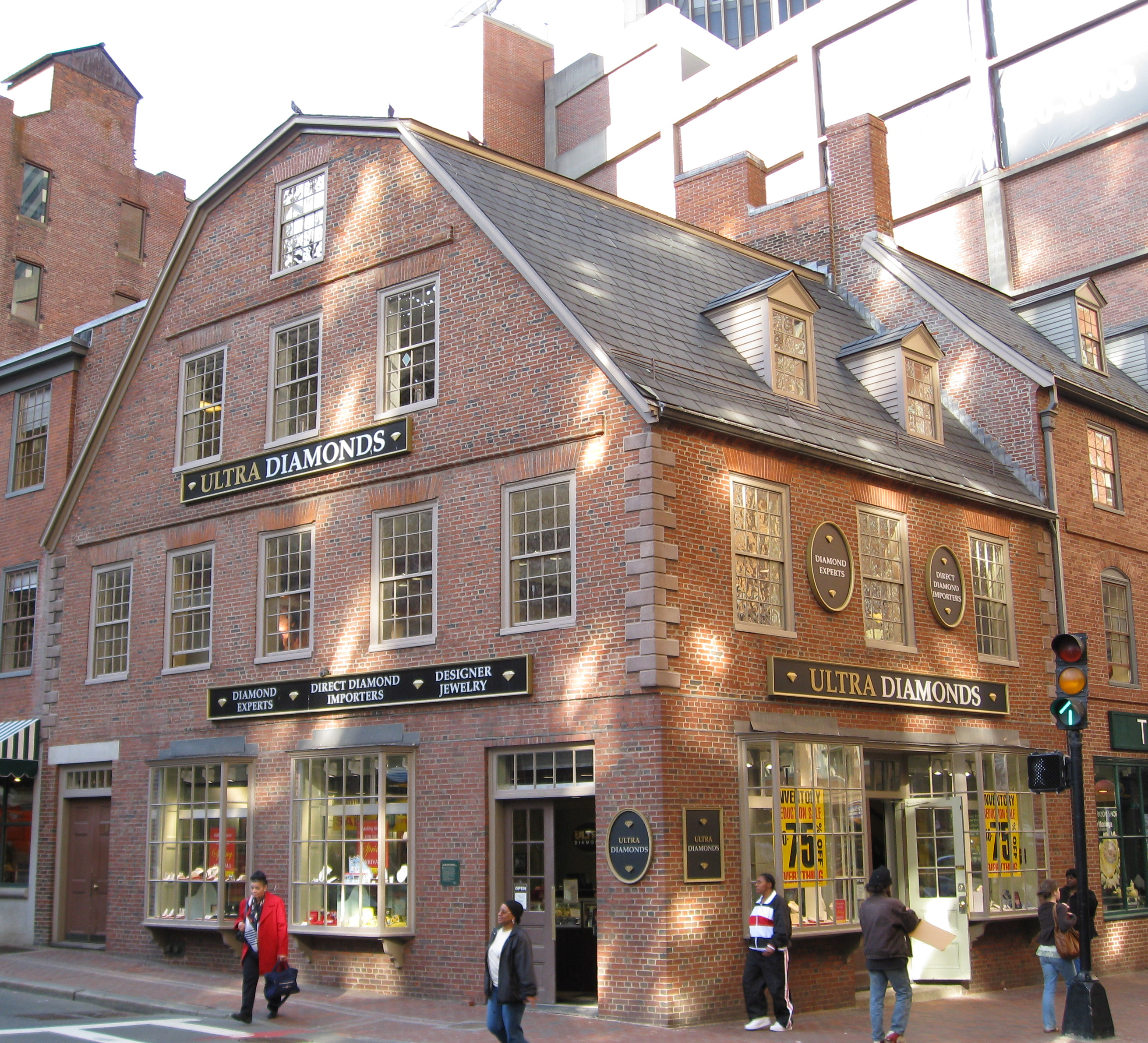
올드 코너 서점

올드 코너 서점(Old Corner Bookstore)은 미국 매사추세츠주 보스턴 시내 중심에 위치한 역사적인 건물이다. 워싱턴 가와 스쿨 가 코너에 위치하고 있으며, 프리덤 트레일을 따라 명소로 되어 있다.